# Singida
Singida è una città della Tanzania centrale, capoluogo dell'omonima regione. La popolazione della città è principalmente di etnia Nyaturu, ma la città ha attirato nel tempo immigranti da tutte le parti del paese.
Nella città si trova una stazione della ferrovia Central Railway (Tanzanian Railways), che collega Singida a Manyoni. Una strada parzialmente asfaltata congiunge Singida a Dodoma.